# Sam Elliott
Samuel Pack Elliott (Sacramento, 9 de agosto de 1944) es un actor de cine y televisión estadounidense. Recordado por su "apariencia" como la imagen clásica del cowboy estadounidense, fue candidato a dos premios Globo de Oro (en 1992 y 1996). Ha desarrollado su carrera principalmente en el cine y en series de televisión, telefilmes y miniseries.

## Primeros años
Samuel Pack Elliott nació el 9 de agosto de 1944 en el Sutter Memorial Hospital en Sacramento, California, hijo de Glynn Mamie (de soltera Sparks), instructora de entrenamiento físico y maestra de secundaria, y Henry Nelson Elliott (1911–1966), quien trabajó como especialista en control de depredadores para el Departamento del Interior. Sus padres eran originarios de El Paso, Texas, y Elliott tiene un antepasado que se desempeñó como cirujano en la Batalla de San Jacinto. Se mudó de California a Portland, Oregón, con su familia cuando tenía 13 años. Elliott pasó su adolescencia viviendo en el noreste de Portland, y se graduó de la escuela secundaria David Douglas en 1962. Después de graduarse de la escuela secundaria, Elliott asistió a la universidad en la Universidad de Oregón para especializarse en inglés y psicología durante dos períodos antes de abandonar los estudios. Regresó a Portland y asistió al Clark College en las cercanías de Vancouver, Washington, donde completó un programa de dos años y fue elegido como Big Jule en una producción teatral de Guys and Dolls. El periódico Vancouver Columbian sugirió que Elliott debería ser actor profesional. Después de su graduación de Clark en 1965, Elliott se reinscribió en la Universidad de Oregón y se comprometió con la fraternidad Sigma Alpha Epsilon. Volvió a abandonar antes de completar sus estudios después de que su padre muriera de un ataque al corazón. 

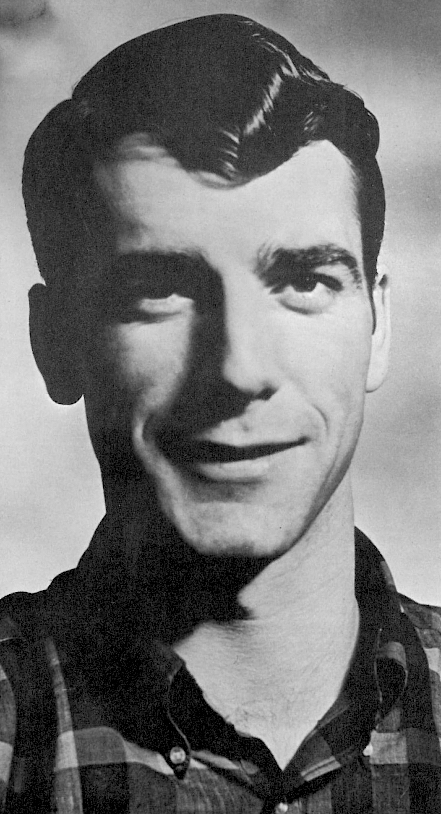
Foto del anuario universitario de 1965 de Elliott

A fines de la década de 1960, Elliott se mudó a Los Ángeles para seguir una carrera en la actuación, algo que su padre lo había disuadido de hacer, y en cambio lo instó a obtener un título universitario. "Me dio esa línea proverbial, 'Tienes una gran oportunidad de tener una carrera en (Hollywood)", recordó Elliott. "Él era realista, mi papá. Trabajaba duro. Tenía una ética de trabajo que yo he creado después de la mía, y le agradezco por eso todos los días".  Elliott trabajó en la construcción mientras estudiaba actuación y sirvió en el ala de transporte aéreo 146 de la Guardia Nacional Aérea de California (la Guardia de Hollywood) en el aeropuerto de Van Nuys antes de que la unidad se trasladara a la Estación de la Guardia Nacional Aérea de Channel Islands.

## Carrera
Inició su carrera profesional en 1968, en la serie policíaca de televisión Felony Squad. Al año siguiente debutó en la pantalla grande en un papel secundario en el exitoso filme Butch Cassidy and the Sundance Kid, de George Roy Hill. Otras películas destacadas en las que tuvo papeles son Lifeguard (1976), Tombstone (1993), Gettysburg,  The Desperate Trail (1994) y El gran Lebowski (1998).
En 1970, participa en algunos capítulos de la serie Misión imposible, interpretando al doctor Doug Robert, agente secreto de la brigada. Su participación en numerosas series, telefilms y miniseries de televisión se ha extendido desde la década de 1970 hasta la actualidad.
En 1989 participó en la película Road House, junto a Patrick Swayze.
En la década de 2000 ha participado en los filmes Fail Safe (2000) (TV), The Contender (2000), Pretty When You Cry (2001), We Were Soldiers (2002), Hulk (2003), Off the Map (2003), Gracias por fumar (2005), The Alibi (La coartada, 2006), El vengador (TV) (2006), Ghost Rider (2007), La brújula dorada (2007), Did You Hear About the Morgans? (2009) y Up in the Air (2009), entre otras.
En 2018 trabajó en la película A Star Is Born, junto a Bradley Cooper y Lady Gaga. En 2022, Elliot interpretó a Shae Brennon en la miniserie 1883 de Paramount+, una precuela de la serie Yellowstone. La historia relata como Brennon lidera a un grupo de migrantes de Fort Worth, Texas, hacia las áreas indómitas del oeste de las llanuras de Estados Unidos y su conexión con la familia Dutton y su migración a Montana. La serie se emitió desde finales de 2021 hasta febrero de 2022.

## Vida privada

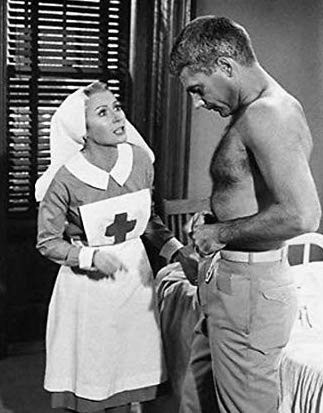
Juliet Mills y Sam Elliott en la miniserie Once an Eagle (1976)

Elliott se casó con la actriz Katharine Ross en 1984. Ross protagonizó Butch Cassidy and the Sundance Kid, en la que Elliott tuvo un papel muy pequeño (aunque ninguna escena con Ross) en 1969, pero los dos se volvieron a encontrar y comenzaron a salir hasta 1978, cuando ambos protagonizaron The Legacy. Tienen una hija, Cleo Rose Elliott (nacida el 17 de septiembre de 1984), que ahora es compositora en Malibu, California. 
Ross y Elliott viven en un rancho junto al mar en Malibú, que compraron en la década de 1970. Elliott también mantiene una propiedad en Willamette Valley en Oregón. Tras la muerte de su madre en 2012 a la edad de 96 años, también se hizo cargo de la casa de su infancia en el noreste de Portland.

## Otros trabajos
En 1998, Elliott fue nombrado gran mariscal del desfile Calgary Stampede y participó en la procesión ante unos 300.000 espectadores. trabajo de voz Elliott ha realizado narraciones en off para varios comerciales. Ha prestado su voz a campañas para Dodge, IBM, Kinney Drugs, Union Pacific y, más notablemente, el American Beef Council, sucediendo a Robert Mitchum en este último. Desde finales de 2007, Elliott ha hecho doblajes para la cerveza Coors, aportando su voz rica y profunda y su atractivo "occidental" a la marca elaborada en Colorado. En 2010, Ram Trucks contrató a Elliott para que hiciera la voz en off de su comercial de camionetas Ram Heavy Duty; ha estado expresando sus comerciales desde entonces. A partir de 2008, prestó su voz a Smokey Bear y comparte la fecha de nacimiento de la mascota (9 de agosto de 1944). También narró las presentaciones de los equipos de los Pittsburgh Steelers y los Green Bay Packers en el Super Bowl XLV, jugado en el Cowboys Stadium en Arlington, Texas, al final de la temporada 2010 de la NFL para NFL en Fox. El 9 de septiembre de 2020, se anunció que Elliott comenzaría a aparecer en Family Guy como el nuevo alcalde de Quahog, el primo del difunto alcalde Adam West, Wild Wild West. También en 2020, expresó el anuncio de la campaña "Go From There" de Joe Biden.

## Filmografía

### Cine y televisión
| Año           | Título                                         | Rol                             | Notas |  |
| ------------- | ---------------------------------------------- | ------------------------------- | --- |  |
| 1969          | Butch Cassidy and the Sundance Kid             | Jugador de cartas #2            | |  |
| 1972          | Frogs                                          | Pickett Smith                   | |  |
| 1972          | Molly and Lawless John                         | Johnny Lawler                   | |  |
| 1975          | I Will Fight No More Forever                   | Capitán Wood                    | Película directamente a video |  |
| 1976          | Lifeguard                                      | Rick Carlson                    | |  |
| 1976–1977     | Once an Eagle                                  | Sam Damon                       | 7 episodios |  |
| 1977          | Aspen                                          | Tom Keating                     | Película para la Televisión |  |
| 1978          | The Legacy                                     | Pete Danner                     | |  |
| 1979          | The Sacketts                                   | Tell Sackett                    | Película para la Televisión |  |
| 1980          | Wild Times                                     | Hugh Cardiff                    | 2 episodios |  |
| 1981          | Murder in Texas                                | Dr. John Hill                   | Película para la Televisión |  |
| 1982          | The Shadow Riders                              | Dal Traven                      | Película para la Televisión |  |
| 1982          | The Yellow Rose                                | Chance McKenzie                 | 22 episodios |  |
| 1984          | Travis McGee                                   | Travis McGee                    | Película para la Televisión |  |
| 1985          | A Death in California                          | D. Jordan Williams              | 2 episodios |  |
| 1985          | Mask                                           | Gar                             | |  |
| 1987          | Fatal Beauty                                   | Mike Marshak                    | |  |
| 1987          | The Quick and The Dead                         | Con Vallian                     | |  |
| 1988          | Shakedown                                      | Richie Marks                    | También titulada Blue Jean Cop |  |
| 1989          | Road House                                     | Wade Garrett                    | |  |
| 1989          | Prancer                                        | John Riggs                      | |  |
| 1990          | Sibling Rivalry                                | Charles Turner Jr.              | |  |
| 1991          | Rush                                           | Dodd                            | |  |
| 1993          | Tombstone                                      | Virgil Earp                     | |  |
| 1993          | Gettysburg                                     | Brigadier General John Buford   | |  |
| 1995          | The Final Cut                                  | John Pierce                     | |  |
| 1995          | The Desperate Trail                            | Bill Speakes                    | Película directamente a vídeo |  |
| 1995          | Buffalo Girls                                  | Bill 'Wild Bill' Hickok         | Película para televisión Nominado—Premio Primetime Emmy al actor de reparto destacado en una miniserie o película Nominado al Globo de Oro al Mejor Actor de Reparto - Serie, Miniserie o Película para Televisión |  |
| 1995          | Blue River                                     | Henry Howland                   | Película para la Televisión |  |
| 1996          | Dog Watch                                      | Charlie Falon                   | Película directamente a vídeo |  |
| 1998          | El gran Lebowski                               | El extranjero                   | |  |
| 1998          | Hi-Lo Country                                  | Jim Ed Love                     | |  |
| 1999          | El precio de la ley                            | Bill Tilghman                   | |  |
| 2000          | Fail Safe                                      | Congresista Raskob              | Película para televisión |  |
| 2000          | Candidata al poder                             | Kermit Newman                   | |  |
| 2001          | Pretty When You Cry                            | Detective Lukas Black           | |  |
| 2002          | We Were Soldiers                               | Sargento Mayor Basil L. Plumley | |  |
| 2003          | Hulk                                           | General Thunderbolt Ross        | |  |
| 2003          | Off the Map                                    | Charley                         | |  |
| 2005          | Gracias por fumar                              | Lorne Lutch                     | |  |
| 2006          | Barnyard: The Original Party Animals           | Ben                             | Papel de voz |  |
| 2006          | The Alibi                                      | El mormón                       | También titulada Lies and Alibis |  |
| 2007          | Ghost Rider                                    | The Caretaker / Carter Slade    | |  |
| 2007          | La brújula dorada                              | Lee Scoresby                    | |  |
| 2009          | Did You Hear About the Morgans?                | Clay Wheeler                    | |  |
| 2009          | Up in the Air                                  | Maynard Finch                   | Nominado - Premios de la Crítica Cinematográfica al Mejor actor de reparto Nominado - Washington D. C. Area Film Critics Association Award al Mejor reparto                                                        |  |
| 2010          | Marmaduke                                      | Chupadogra                      | Papel de voz |  |
| 2011          | The Big Bang                                   | Simon Kestral                   | |  |
| 2012          | The Company You Keep                           | Mac McLeod                      | |  |
| 2012 - 2020   | Robot Chicken                                  | El mismo/Narrador (voces)       | 2 episodios Nominado: Premio Primetime Emmy a la mejor interpretación de voz en off |  |
| 2014          | Draft Day                                      | Entrenador Moore                | |  |
| 2015          | Grandma                                        | Karl                            | |  |
| 2015          | Justified                                      | Avery Markham                   | 12 episodios Premio de televisión Critics Choice a la mejor actor invitado en una serie dramática |  |
| 2015          | I'll See You in my Dreams]                     | Bill                            | |  |
| 2016          | Rock Dog                                       | Fleetwood Yak                   | |  |
| 2016-2020     | The Ranch                                      | Beau Bennett                    | 80 episodios |  |
| 2017          | The Hero                                       | Lee Hayden                      | |  |
| 2018          | A Star Is Born                                 | Bobby Maine                     | |  |
| 2018          | The Man Who Killed Hitler and Then the Bigfoot | Calvin Barr                     | |  |
| 2019          | Lady and the Tramp                             | Trusty                          | Papel de voz |  |
| 2019–presente | Family Guy                                     | Wild West / Himself (voces)     | 5 episodios |  |
| 2021          | MacGruber                                      | Perry                           | 4 episodios |  |
| 2021–2022     | 1883                                           | Shea Brennan                    | 10 episodios |  |

## Premios y nominaciones
Ha sido galardonado con el premio Alan J. Pakula 2001 (compartido), por su participación en The Contender.
También ha sido galardonado con el premio Bronze Wrangler en: 
- 1992 por Conagher (TV) (como guionista, actor y productor ejecutivo)
- 1999 por The Hi-Lo Country (compartido)
- 2000 por You Know My Name (TV)
- 2018 por A Star Is Born; Mejor actor de reparto

Premios Óscar
| Año  | Categoría              | Película       | Resultado |
| ---- | ---------------------- | -------------- | --------- |
| 2019 | Mejor actor de reparto | A Star is Born | Nominado  |